# Клавье, Кристиан
Кристиа́н Жан-Мари Клавье́ (фр. Christian Jean-Marie Clavier; род. 6 мая 1952, Париж) — французский актёр, сценарист, управляющий кинокомпании Ouille Production. Широко известен по ролям Астерикса в фильмах «Астерикс и Обеликс против Цезаря», «Астерикс и Обеликс: „Миссия Клеопатра“».

## Биография
Родился 6 мая 1952 года в Париже (Франция) в семье служащих. После начальной школы закончил престижный лицей Луи Пастера в Нёйи-сюр-Сен, в котором познакомился со своей будущей женой Мари-Анн Шазель.
После окончания лицея Клавье два года учился в Парижском институте политики на политолога, а также некоторое время состоял во французской компартии. Оставив политику и политологию, вместе со своими лицейскими друзьями и супругой, он ставит первое представление под названием «Здесь нет Жоржа» в кафе-театре «Колонна». Вскоре Кристиана и Анн-Мари начинают называть «самой взрывной парой за всю историю кафе-театров».
После учёбы в Парижском институте политики Кристиан начал свою актёрскую карьеру с комедийной театральной труппы «Le Splendid» («Великолепная команда») и принял участие в большом количестве комедийных фильмов. Где-то в это же время Клавье учится актёрскому мастерству в театре Циллы Челтон, где работает над ролью Гамлета.
Добился широкого успеха, сыграв в фильме «Пришельцы» комического персонажа — крестьянина-оруженосца из эпохи Средневековья, известного как «Жакуй Пройдоха». Выражение его персонажа «c'est OKAY!» из фильма стало очень популярным во Франции после выхода фильма. В большинстве русских переводов комедии придурковатый и неопрятный персонаж Кристиана Клавье носит имя «Жакуй Пройдоха». Между тем, подобный перевод скорее ошибочен: имя комичного персонажа Клавье правильнее переводится как «Жак-простак» и имеет глубокие исторические корни. Средневековые французские феодалы в насмешку называли своих крестьян «Jacques bon homme» — «Жак-простак»; откуда и произошло название крестьянского восстания эпохи Столетней войны — «Жакерия» (1358). В одном из переводов используется вариант «Жакуй-обалдуй», что также видится уместным. Кристиан Клавье, в молодости увлекавшийся социалистическими идеями и даже состоявший одно время во французской компартии, сумел воплотить в этом колоритном собирательном персонаже все недостатки французских простолюдинов эпохи средневековья.
После «Пришельцев» он стал признанной звездой, приняв участие в таких фильмах, как «Астерикс и Обеликс против Цезаря», «Астерикс и Обеликс: Миссия «Клеопатра»» (главная роль галла Астерикса), а также в ремейке фильма «Пришельцы» — «Пришельцы в Америке» (2001). Кристиан Клавье известен также по фильмам «Между ангелом и бесом», историческому телесериалу «Наполеон» (2002), встретившему волну критики, но удостоенному престижной премии «Эмми». Он также сыграл несколько ролей в других телевизионных сериалах.
Наиболее заметные актёрские дуэты с Жаном Рено в фильмах «Пришельцы», «Операция „Тушёнка“», «Корсиканец», «Папаши без вредных привычек» и с Жераром Депардьё в фильмах «Астерикс и Обеликс против Цезаря», «Астерикс и Обеликс: Миссия «Клеопатра»», «Между ангелом и бесом», «Наполеон», «Отверженные», «Тайна Сен-Тропе».

### Личная жизнь
Был женат на французской актрисе Мари-Анн Шазель. В 1983 году у них родилась дочь Марго. В 1999 году во время родов умерла их вторая дочь. После множества творческих совместных проектов и 30 лет супружеской жизни, в 2001 году они развелись.

## Избранная фильмография
| Год  | Название фильма                                                                                              | Роль                                                                      |
| ---- | --- | ------------------------------------------------------------------------- |
| 1973 | Год 01 / L’An 01                                                                                             | зритель                                                                   |
| 1974 | Подозреваемые / Les suspects                                                                                 | фотограф                                                                  |
| 1974 | Требуется хорошее представление / Bonne présentation exigée (короткометражный)                               | инженер-теплотехник                                                       |
| 1975 | Не надо молчать потому, что нечего сказать / C’est pas parce qu’on a rien à dire qu’il faut fermer sa gueule | полицейский                                                               |
| 1975 | Пусть начнётся праздник / Que la fête commence                                                               | слуга                                                                     |
| 1975 | Воздушный шар / Le bol d’air (короткометражный)                                                              | Кристиан                                                                  |
| 1976 | Дальше некуда / On aura tout vu                                                                              | актёр                                                                     |
| 1976 | Берегите глаза! / Attention les yeux!                                                                        | полицейский                                                               |
| 1976 | Ф… как Фэрбэнкс / F… comme Fairbanks                                                                         | официант                                                                  |
| 1977 | Чёрт в коробке / Le diable dans la boîte                                                                     | Рено                                                                      |
| 1977 | Испорченные дети / Des enfants gates                                                                         | режиссёр                                                                  |
| 1977 | Любовь на траве / L’amour en herbe                                                                           | друг Кристиана                                                            |
| 1977 | Скажите ей, что я её люблю                                                                                   | Франсуа                                                                   |
| 1977 | Вы не получите Эльзас и Лотарингию / Vous n’aurez pas l’Alsace et la Lorraine                                | рассказчик (голос)                                                        |
| 1978 | Черепаха на спине / La tortue sur le dos                                                                     |                                                                           |
| 1978 | Загорелые / Les Bronzés                                                                                      | Жером Тарер                                                               |
| 1979 | У героев не мерзнут уши / Les héros n’ont pas froid aux oreilles                                             | водитель Ситроена                                                         |
| 1979 | Загорелые на лыжах / Les bronzés font du ski                                                                 | Жером Тарер                                                               |
| 1980 | Коктейль Молотова / Cocktail Molotov                                                                         | хиппи/битник                                                              |
| 1980 | Я хочу перерыва!!! / Je vais craquer!!!                                                                      | Жером Озендрон                                                            |
| 1981 | Клара и симпатяги / Clara et les chics types                                                                 | Шарль                                                                     |
| 1981 | Клёвые девушки / Les babas cool                                                                              | Антуан Бонфис                                                             |
| 1982 | Она видит карликов везде! / Elle voit des nains partout !                                                    | обманщик                                                                  |
| 1982 | Дед Мороз — отморозок / Le Père Noël est une ordure                                                          | трансвестит Катя                                                          |
| 1982 | Жандарм и жандарметки / Le Gendarme et les Gendarmettes                                                      | статист в сцене аварии, в титрах не указан                                |
| 1982 | Рок-н-Тора / Le Préféré/Rock 'n Torah                                                                        | Исаак Стерн                                                               |
| 1983 | Папочка вступил в Сопротивление / Papy fait de la résistance                                                 | Мишель Топен                                                              |
| 1983 | Спасибо, Бернар / Merci Bernard (телесериал)                                                                 | в 1 эпизоде                                                               |
| 1985 | Сцены из жизни / Tranches de vie                                                                             | Шарль-Анри                                                                |
| 1986 | Лето 36 / L'été 36                                                                                           | Алексис                                                                   |
| 1986 | Твист снова в Москве / Twist again à Moscou                                                                  | Юрий                                                                      |
| 1986 | Развратная жизнь Жерара Флока / La vie dissolue de Gérard Floque                                             | Эдуар                                                                     |
| 1988 | Холодный пот / Sueurs froides — (телесериал)                                                                 | Анри Дескуэ                                                               |
| 1989 | Аисты — не такие, как о них думают / Les cigognes n’en font qu’a leur tête                                   | директор DDASS                                                            |
| 1989 | Мои лучшие друзья / Mes meilleurs copains                                                                    | Жан-Мишель Туийе                                                          |
| 1989 | Дворец / Palace                                                                                              | шеф-повар Луи                                                             |
| 1989 | Смешанная пара / Double mixte                                                                                | Боб Смит                                                                  |
| 1989 | Лучше было бы бежать / Mieux vaut courir                                                                     | Симон                                                                     |
| 1989 | Призраки на подушке / Fantômes sur l’oreiller                                                                | Брайс                                                                     |
| 1991 | Операция «Тушёнка» / L’Opération Corned-Beef                                                                 | Жан-Жак Граньянски                                                        |
| 1991 | Профессиональные тайны доктора Апфельглюка / Les secrets professionnels du Docteur Apfelgluck                | адвокат                                                                   |
| 1991 | Люди не обязательно все неблагородные / Les gens ne sont pas forcement ignobles                              | Пьер                                                                      |
| 1991 | Прекрасный вечер / Charmante soirée                                                                          | Пьер                                                                      |
| 1992 | Нить на лапе / Un fil à la patte                                                                             | Фернан дю Буа д`Энгиен                                                    |
| 1993 | Жажда золота / La Soif de l’Or                                                                               | Юрбэн Доннадьё                                                            |
| 1993 | Пришельцы / Les Visiteurs                                                                                    | пройдоха Жакуй / потомок Жакуя Жак-Анри Жакар                             |
| 1994 | Месть блондинки / La Vengeance d’une blonde                                                                  | Жерар Брега                                                               |
| 1994 | Коварство славы / Grosse Fatigue                                                                             | камео                                                                     |
| 1995 | Между ангелом и бесом / Les Anges gardiens                                                                   | отец Эрве Тарен                                                           |
| 1996 | Паника в отеле 'Плаза' / Panique au Plazza                                                                   |                                                                           |
| 1997 | Солнечные сёстры / Les Sœurs Soleil                                                                          | зритель                                                                   |
| 1998 | Пришельцы 2: Коридоры времени / Les Couloirs du temps : Les visiteurs 2                                      | пройдоха Жакуй / потомок Жакуя Жак-Анри Жакар / Проспер Золотарь / Жакуйе |
| 1999 | Астерикс и Обеликс против Цезаря / Astérix et Obélix contre César                                            | Астерикс                                                                  |
| 2000 | Отверженные                                                                                                  | Тенардье                                                                  |
| 2001 | Пришельцы в Америке / Les Visiteurs en Amérique / Just Visiting                                              | Андре                                                                     |
| 2002 | Астерикс и Обеликс: Миссия «Клеопатра» / Astérix & Obélix: Mission Cléopâtre                                 | Астерикс                                                                  |
| 2002 | Наполеон (мини-сериал) / Napoléon                                                                            | Наполеон I Бонапарт                                                       |
| 2003 | Милашка Рита / Lovely Rita, sainte patronne des cas désespérés                                               | Эдгар Ламарк                                                              |
| 2004 | Вредный Альбер / Albert est méchant                                                                          | Патрик Леша                                                               |
| 2004 | Корсиканец / L’Enquête corse                                                                                 | Реми «Джек Палмер» Франсуа                                                |
| 2005 | Плюшевый синдром / L’Antidote                                                                                | Жак-Ален Марти                                                            |
| 2006 | Шпионские страсти / L’Entente cordiale                                                                       | Франсуа де Ла Конш                                                        |
| 2006 | Весёлые и загорелые 3 / Les bronzés 3: amis pour la vie                                                      | Жером Тарер                                                               |
| 2006 | Кронпринц Рудольф, последняя любовь                                                                          | граф Тааффе                                                               |
| 2007 | Нет секса, нет денег / Le Prix a Payer                                                                       | Жан-Пьер Менар                                                            |
| 2007 | Ка-а-мело…тт / Kaamelott — Livre V (телесериал)                                                              | Юрисконсульт                                                              |
| 2007 | Красный отель / L`Auberge rouge                                                                              | Пьюри Мартен, хозяин отеля                                                |
| 2008 | Мнимый больной / Le Malade imaginaire                                                                        | Арган                                                                     |
| 2009 | Святая Виктория / La Sainte Victoire                                                                         | Депутат                                                                   |
| 2009 | Мещанин во дворянстве / Le bourgeois gentilhomme                                                             | г-н Журден                                                                |
| 2011 | Клетка для чудаков / Клетка для безумцев / La cage aux folles                                                | Жорж                                                                      |
| 2011 | Папаши без вредных привычек / On ne choisit pas sa famille                                                   | Сезар Борньоли                                                            |
| 2011 | Власть денег / Дела есть дела / Les affaires sont les affaires                                               | маркиз де Порселле                                                        |
| 2013 | Безумные преподы / Les profs                                                                                 | Серж Кутиро                                                               |
| 2013 | Семейные тайны / Le Boeuf clandestin                                                                         | г-н Берто                                                                 |
| 2014 | Безумная свадьба / Qu’est-ce qu’on a fait au Bon Dieu?                                                       | Клод Вернёй                                                               |
| 2014 | Книга заклинаний Аркандиаса / Le grimoire d’Arkandias                                                        | Агенор Аркандиас                                                          |
| 2014 | Ни минуты покоя / Une heure de tranquillité                                                                  | Мишель Лепру                                                              |
| 2015 | Супернянь 2 / Babysitting 2                                                                                  | Ален                                                                      |
| 2016 | Пришельцы 3: Взятие Бастилии / Les Visiteurs: La Révolution                                                  | Жакуй / Жакуйе / Эдмон Жакар                                              |
| 2017 | Мешочек шариков / Un sac de billes                                                                           | д-р Розен                                                                 |
| 2017 | Если б я была мужчиной / Si j'étais un homme                                                                 | Доктор Пейс                                                               |
| 2017 | Безумные соседи / A bras ouverts                                                                             | Жан-Этьен Фужероль                                                        |
| 2017 | Найти сына / Momo                                                                                            | Андре Прию                                                                |
| 2018 | Приключения Спиру и Фантазио / Les Aventures de Spirou et Fantasio                                           | граф Пасом де Шампиньяк                                                   |
| 2018 | Астерикс и тайное зелье / Astérix : Le Secret de la potion magique                                           | Астерикс (голос)                                                          |
| 2019 | Самая безумная свадьба / Qu’est-ce qu’on a encore fait au Bon Dieu ?                                         | Клод Вернёй                                                               |
| 2019 | Исключительный кортеж / Convoi exceptionnel                                                                  | Foster                                                                    |
| 2019 | Ибица / Ibiza                                                                                                | Филипп                                                                    |
| 2019 | Встреча с Малави / Rendez-vous chez les Malawas                                                              | Жюльен Госсе-Гренвиль                                                     |
| 2021 | Тайна Сен-Тропе / Do you do you Saint-Tropez                                                                 | комиссар Жан Буллен                                                       |
| 2021 | Самая безумная свадьба 3 /Qu’est-ce qu’on a tous fait au Bon Dieu ?                                          | Клод Вернёй                                                               |
| 2022 | Неувольняемый / Irréductible                                                                                 | Мишель Гунья, профсоюзный деятель                                         |

В производстве и выходят:
- 2020 — Kaamelott — Premier volet (телесериал) — юрисконсульт
- 2020 — Les Tuche 4 — Отец Ноэль

Планируются съёмки:
- Кот раввина / Le Chat du rabbin — раввин

### Награды и звания
- 13 июля 2023 года — офицер ордена Почётного легиона[5]
- 21 мая 2008 года — кавалер ордена Почётного легиона[6]
- 13 июня 1998 года — кавалер Национального ордена Заслуг